# 현슬기
현슬기(2001년 1월 28일 ~ )는 대한민국의 여자 축구 선수이다.

## 국가대표팀 경력
U-20 대표팀 시절 중학교 3학년 남자 선수들을 상대로도 밀리지 않고 빠른 스피드를 활용한 돌피 능력 덕분에 주목을 받았다.
2022년 8월어 첫 대표팀 발탁이 되었지만 코로나바이러스감염증으로 인하여 제외되어 데뷔전은 무산 되었다.